# Antonio Ibáñez de la Riva Herrera

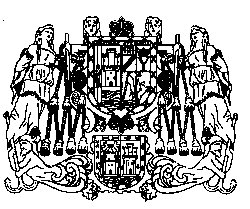
Escut d'armes

Antonio Ibáñez de la Riva Herrera (Solares, Cantabria, 1633 - Madrid 1710) fou un eclesiàstic i administrador espanyol.
Estudià a Salamanca, on fou ordenat sacerdot. Fou nomenat successivament Col·legial Major de San Ildefonso de Alcalá, canonge magistral de la Catedral de Màlaga, Bisbe de Ceuta (1685-1687) i Arquebisbe de Saragossa (1687-1710). Entre 1690 i 1692 presidí el Consell de Castella. Fou també President de la Sala de Millones, plantejant la reforma hacendística del regnat de Carles II, per eliminar el frau fiscal al regne. Per dos cops ocupà els càrrecs de Virrei i Capità General d'Aragó, la primera d'elles entre 1693 i 1696 i la segona en plena Guerra de Successió, entre 1703 i 1705. En el seu segon mandat aragonès es va mantenir fidel a la causa de Felip V, qui el nomenà Inquisidor General i el proposà per ocupar la seu toledana.

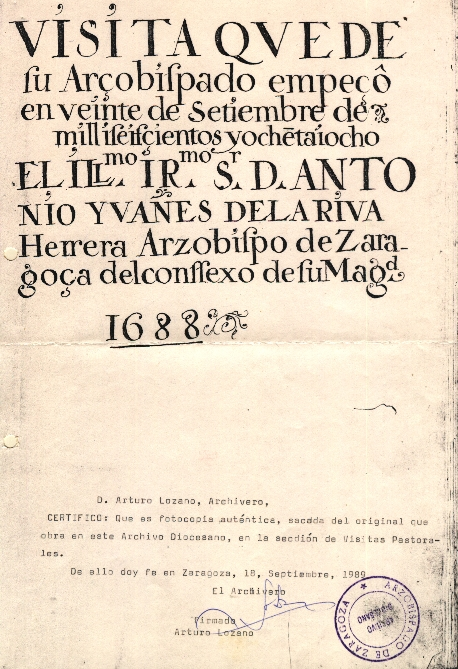
Còpia d'un document d'una visita de l'arquebisbe.

Convocà el Sínode a Saragossa el 1697 elaborant les Constitucions Sinodals i fundà el Montepío de Saragossa. També durant el seu arquebisbat a Saragossa es va portar a terme les obres de construcció de la nova Torre de la Seu Catedralícia.
El 1695 fou nomenat pel Rei Superintendent de les obres de la Basílica del Pilar de Saragossa, efectuant-se durant el seu mandat la cimentació del costat nord i sud. Ordenà també la construcció el 1692 de la seva residència a Solares, l'anomenat Palau de los Marquesos de Valbuena.
Morí quan anava a prendre el càrrec d'Arquebisbe de Toledo, primat d'Espanya. El seu sepulcre és a la Capella de Santiago el Mayor de la Catedral de Saragossa, on foren traslladades les seves despulles el 1780, setanta anys després de la seva mort.